# Carmen Mola
Carmen Mola és el pseudònim de tres guionistes (Antonio Mercero, Agustín Martínez i Jorge Díaz) de novel·la negra. Durant tres anys es va creure que darrera el nom s'hi amagava una escriptora que volia romandre anònima.
Carmen Mola són els autors de la novel·la La bèstia que va guanyar el Premi Planeta del 2021, després dels èxits de La núvia gitana, La xarxa porpra, La nena, i Las Madres, totes editades per Penguin Random House. L'exitosa trilogia protagonitzada per la inspectora Elena Blanco ha venut milers d'exemplars. La saga va ser adaptada a una sèrie televisiva dirigida per Paco Cabezas durant el 2021.

## Obres
- Sèrie de la inspectora Elena Blanco:[4]
- # La núvia gitana (Campana, 2020). La novia gitana (Alfaguara, 2018)
- # La xarxa porpra (Campana, 2020). La red púrpura (Alfaguara, 2019)
- # La nena (Campana, 2020). La nena (Alfaguara, 2020)

- Les Mares (2021)
- La bèstia (Premi Planeta, 2021)[1]
- El Infierno (Editorial Planeta, 2023)